# Fano Jazz by the Sea
El  Fano Jazz by the Sea es un festival anual de jazz, que se lleva a cabo en Fano, Italia desde el 1993 generalmente a finales de julio.